# محمد رضا طهمباسي
محمد رضا طهمباسي (بالفارسية: محمدرضا طهماسبی) هو لاعب كرة قدم إيراني في مركز الوسط، ولد في 21 مارس 1976 في إيران. لعب مع نادي بيكان ونادي ذوب آهن أصفهان ونادي سايبا ونادي شهرداري تبريز.